# Самсунспор
«Самсунспор» (тур. Samsunspor Kulübü) — турецький футбольний клуб з міста Самсун. 
Виступає в Турецькій Суперлізі. Матчі проводить Самсунському стадіоні імені 19-го травня.

## Історія
Клуб засновано 30 червня 1965 року після об'єднання кількох місцевих команд («19 маїс», «Акінспор», «Фенер Генчлік», «Самсунспор» і «Самсунспор Галатасарай»). Клубними кольорами обрано червоний і білий. На емблемі зображений кінний пам'ятник Кемаля Ататюрка в Самсуні. 
У 1969 році клуб увійшов до вищого дивізіону (провів у ньому 29 сезонів). Але протягом наступних сезонів балансував між лігами.

## Досягнення
- Чемпіонат Туреччини: 3-є місце (1985/86, 1986/87, 2024/25)
- Кубок Туреччини з футболу: фіналіст (1987/88)

## Відомі гравці
- Ільхан Мансиз
- Тюмер Метін
- Танжу Чолак